# Rapparee
Les Rapparees du mot irlandais ropairí signifiant lance ou lancier) étaient des soldats irlandais de guérilla qui opéraient du côté jacobite durant les guerres williamites en Irlande dans les années 1690. 
Ce nom désigne ultérieurement des bandits de grand chemin irlandais. 

## Histoire

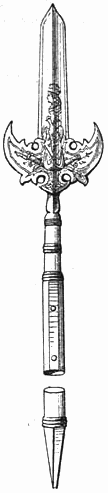
Lance du XVIIe siècle

### Des soldats démobilisés
Lorsque Richard Talbot (1er comte de Tyrconnell) devient Lord lieutenant d'Irlande, il oblige chaque ville à entretenir un régiment dévoué à la cause jacobite. La plupart des villes obtempèrent, mais un certain nombre d'entre elles n'ont pas les fonds nécessaires à l'entretien et au salaire des troupes, aussi la plupart d'entre-elles furent-elles démobilisées. Dans les années 1640, ils sont d’abord dénommés Tories, de l'irlandais tóraí, « poursuivants ») puis rapparees, en 1689-1691. La plupart des rapparees sont des soldats démobilisés, appartenant à ces anciennes troupes, qui s'organisent eux-mêmes pour trouver des armes, notamment les piques qui sont à l'origine de leur surnom. Ces piques mesurent environ 2 m.
Tout au long des campagnes williamites, les rapparees, dont le terme apparaît dès les années 1640, causent d'importants dommages logistiques à l'armée du roi Guillaume III, en pillant les territoires arrières, et en assassinant soldats et partisans. Leurs actions affectent également la population civile, qu'ils pillent sans discernement. Leur mode d'action privilégié consiste à se fondre dans la population civile, et à réapparaître lorsque les troupes orangistes ont disparu. En cela, les rapparees ont apporté une aide considérable à l'effort de guerre jacobite, notamment en capturant des milliers de soldats williamites qui avaient pour mission de protéger les dépôts d'approvisionnement et les troupes de secours. L'un d'entre eux, Michael « Galloping » Hogan, est devenu célèbre pour avoir guidé la cavalerie de Patrick Sarsfield lors de l'embuscade qui s'est déroulée durant le siège de Limerick (1690).

### Les rebelles duXVIIesiècle
La première génération de rapparees compte un certain nombre de propriétaires terriens dépossédés de leurs terres après 1641 et qui deviennent des rebelles hors-la-loi. Leur souvenir est évoquée dans les balades ou poèmes traditionnels irlandais. Ainsi, Éamonn an Chnoic (en), chanson traditionnelle irlandaise, évoque Éamonn Ó Riain  (1670–1724) (en anglais « Edmund O'Ryan » ou « Ned of the Hill»), un aristocrate irlandais dont l'existence n'est pas avérée, mais dont le nom apparaît dans un appel à renverser le roi britannique Guillaume d'Orange en 1694. Cette ballade a notamment été reprise par le groupe britannique de rock, The Pogues. Après avoir évoqué la conquête sanglante de l'île par Cromwell, les paroles évoquent l'histoire d'Éamonn Ó Riain, rapparee dont la famille fut dépossédée de ses biens, dénoncé après que sa tête est mise à prix et assassiné. Plusieurs traductions ou adaptations existent :

Young Ned Of The Hill

[…] Of one such man I'd like to speak

A rapparee by name and deed

His family dispossessed and slaughtered

They put a price upon his head

His name is known in song and story

His deeds are legends still

And murdered for blood money

Was young Ned of the hill […]

### Les bandits de grand chemin
La deuxième génération de rapparees semble davantage composée de bandits de grand chemin, aux origines plus populaires.
Shane Bernagh, évoqué par John Montague dans le poème « A Lost Tradition », exerce comme bandit de grand chemin au XVIIe siècle, dans le comté de Tyrone, notamment sur l'axe routier Dublin-Londonderry.
Certains rapparees présentent des ressemblances avec le personnage de Robin des Bois. James Freney (1719–1788), né dans une famille du comté de Kilkenny et dont les aventures romancées sont publiées en 1754 devient un bandit de grand chemin et obtient la vie sauve à condition de s'exiler. Ses aventures sont considérées comme une source d'inspiration pour le roman Les Mémoires de Barry Lyndon. Black Francis McHugh (en) (Proinsias Dubh) est un gentilhomme de Meencloghore (Scraghy) devenu bandit. Il est pendu en 1780 ou 1782. Une balade lui est dédiée :
The Ballad of Proinsias Dubh

My name it is bold Frank Mc Hugh

As game a cock as ever crew.

In Meencloghore I was bred and born,

Free from all disgrace and scorn.

Fal-lal-tee-dee. […]

First we took Donegal and Derry,

Where we drank till we were merry.

When trade in this country it fell low

We then took Connaught and Mayo

Fal-lal-tee-dee. […]

As I and my comrades marched along

We came to one Mr Armstrong,

But also to our sad fate

We arrived at his house to late.

Fal-lal-tee-dee.

Here is five pounds I will give to you

If you tell me where is Frank Mc Hugh.

Your five pounds will do me no harm,

Frank Mc Hugh lies in my barn.

Fal-lal-tee-dee. […]

## Littérature
Certains rapparees sont des personnages de fiction. Une chanson évoque les rapparees :
How green are the fields that washed the Finn

How grand are the houses the Peelers live in

How fresh are the crops in the valleys to see

But the heath is the home of the wild rapparee

Ah, way out on the moors where the wind shrieks and howls

Sure, he'll find his lone home there amongst the wild foul

No one there to welcome, no comrade was he

Ah, God help the poor outlaw, the wild rapparee

He robbed many rich of their gold and their crown

He outrode the soldiers who hunted him down

Alas, he has boasted, They'll never take me,

Not a swordsman will capture the wild rapparee

There's a stone covered grave on the wild mountainside.

There's a plain wooden cross on which this is inscribed:

Kneel down, dear stranger, say an Ave for me

I was sentenced to death being a wild rapparee